# 大丰区
大丰区是中華人民共和国江苏省盐城市所辖的一个市辖区，位于中国江苏省中部，长江以北，黄海之滨，以麋鹿，花海等知名全国。大丰在2014年全国百强县中排名第48位，自2015年撤市设区后位列全国百强区排名第82位。全区总面积为3008平方公里，區人民政府駐大华东路1号。

## 行政区划
大丰区下辖2个街道办事处、11个镇：
丰华街道、大中街道、草堰镇、白驹镇、刘庄镇、西团镇、大桥镇、草庙镇、万盈镇、南阳镇、新丰镇、三龙镇、大中农场、方强农场、东坝头农场、大丰经济开发区管委会、大丰港经济开发区管委会、大丰常州高新区管委会和小海镇。
省属农场3个：东坝头农场、大中农场、方强农场。
沪属农场3个：上海农场、川东农场、海丰农场。
国家沿海一类开放口岸：大丰港。
人工岛：东沙岛。
两大国家战略：江苏沿海大开发、长三角一体化。
两个省级开发区：大丰经济开发区、大丰港海洋经济区。
合作园区：苏沪（大丰）产业联动集聚区、常州高新区大丰工业园、苏盐沿海合作开发园区、上海杨浦区大丰工业园、大丰上海光明工业区、盐城经济技术开发区大丰港产业园区、上海张江（大丰）生物医药产业园
上海驻大丰农场，辖区面积307平方公里，是上海域外面积最大的飞地。曾有8万上海知青在这里工作和生活，建有上海知青纪念馆和知青影视基地。
2013年10月28日上海自贸区大丰市联络处成立

## 地理
| 大丰(1981−2010)      | 大丰(1981−2010) | 大丰(1981−2010) | 大丰(1981−2010) | 大丰(1981−2010) | 大丰(1981−2010) | 大丰(1981−2010) | 大丰(1981−2010) | 大丰(1981−2010) | 大丰(1981−2010) | 大丰(1981−2010) | 大丰(1981−2010) | 大丰(1981−2010) | 大丰(1981−2010) |
| 月份                 | 1月             | 2月             | 3月             | 4月             | 5月             | 6月             | 7月             | 8月             | 9月             | 10月            | 11月            | 12月            | 全年            |
| -------------------- | --------------- | --------------- | --------------- | --------------- | --------------- | --------------- | --------------- | --------------- | --------------- | --------------- | --------------- | --------------- | --------------- |
| 平均高温 °C（°F）    | 6.2 (43.2)      | 8.1 (46.6)      | 12.4 (54.3)     | 18.7 (65.7)     | 24.5 (76.1)     | 27.8 (82.0)     | 30.7 (87.3)     | 30.3 (86.5)     | 26.7 (80.1)     | 22.0 (71.6)     | 15.6 (60.1)     | 9.0 (48.2)      | 19.3 (66.8)     |
| 日均气温 °C（°F）    | 1.6 (34.9)      | 3.3 (37.9)      | 7.3 (45.1)      | 13.1 (55.6)     | 18.1 (64.6)     | 22.9 (73.2)     | 26.7 (80.1)     | 26.3 (79.3)     | 22.2 (72.0)     | 16.5 (61.7)     | 10.1 (50.2)     | 3.8 (38.8)      | 14.3 (57.8)     |
| 平均低温 °C（°F）    | −1.8 (28.8)     | −0.2 (31.6)     | 3.3 (37.9)      | 8.4 (47.1)      | 14.0 (57.2)     | 19.1 (66.4)     | 23.5 (74.3)     | 23.2 (73.8)     | 18.5 (65.3)     | 12.0 (53.6)     | 5.6 (42.1)      | −0.1 (31.8)     | 10.5 (50.8)     |
| 平均降水量 mm（）    | 33.9 (1.33)     | 35.9 (1.41)     | 59.6 (2.35)     | 55.2 (2.17)     | 83.0 (3.27)     | 137.2 (5.40)    | 251.3 (9.89)    | 173.3 (6.82)    | 102.5 (4.04)    | 54.1 (2.13)     | 56.5 (2.22)     | 24.5 (0.96)     | 1,067 (41.99)   |
| 平均相對濕度（％）   | 76              | 77              | 77              | 78              | 78              | 81              | 85              | 86              | 83              | 80              | 77              | 75              | 79              |
| 来源：中国气象数据网 |                 |                 |                 |                 |                 |                 |                 |                 |                 |                 |                 |                 |                 |

## 历史
古代大丰是一片汪洋大海，明朝中期开始形成陆地。
1942年5月，汪精卫政权建立伪台北县，因位于东台县之北而得名，隶属于伪苏中行政专员公署第二专员公署；中共游击队则在附近设置东台县抗日民主政府。
1945年9月，设置大中集特区；11月，撤销大中集特区袭台北县建置。
1949年5月，中共解放区苏北行政区泰州专员公署成立，台北县隶属于泰州专员公署。
1950年1月，台北县改隶属于盐城专员公署。
台北县因与时台湾省台北县同名，1951年8月改名为大丰县，以境内大中、新丰两大镇各取一字得名；另外境内曾有张謇创办的“大丰盐垦公司”。
1996年8月撤销大丰县，设立县级大丰市，仍由地级盐城市代管。
2015年7月撤市并入盐城市设大丰区。

## 人口
根據第七次全国人口普查數據，截至2020年11月1日零時，大豐區常住人口645603人。
2020年，大豐區户籍人口70.10萬人，比上年減少5657人。其中，城鎮人口45.77萬人，農村人口24.33萬人；男性人口35.01萬人，女性人口35.09萬人；0－17歲人口8.00萬人，18－34歲人口12.03萬人，35－59歲人口29.51萬人，60歲及以上人口20.56萬人。

## 民生交通
- 228国道过境
- 343国道0公里起点。
- 新长铁路：大丰西站

大丰与上海实现交通医保一卡通。
人均GDP苏北第一。
工资最低保障为2070元，属江苏省二类地区工资水准。
2014年12月1日盐丰公交正式开通。
大丰本地的旅游年卡，140元全年畅玩中华麋鹿园、大丰知青农场、大丰港海洋世界、大丰港动物园、荷兰花海景区。持卡人到以上5家景点检票处进行照片比对，确认本人后方可进入景点游玩。
大丰BRT创全国县级市开通BRT快速公交之先河,也是现今为止唯一一家县级BRT,该系统总投资2.35亿元，主要用于建设BRT专用车站、专用站台以及专用汽车和系统设备等。BRT专用车道起于大丰汽车总站，终点至大丰港区管委会，市区外中途暂时设立2个停靠点，全线票价6元。首批投放的6辆公交车辆，每天运营24班次，对开总计48趟次，全部采用自动化售票机无人售票车。
2020年，大丰区等级公路里程3572.827千米（不含地方自主实施农村公路），其中高速公路里程75.566千米。公路客运量588.27万人，公路货运量742.15万吨。公共汽（电）车运营车辆185辆，公共汽（电）车客运总量970.2万人次，出租汽车200辆。
大丰港是江苏北部不多的出海大通道、国家一类对外开放口岸，大陆地区首批对台直航港口，是江苏省委、省政府重点建设的三大深水海港之一，是承接长三角，特别是上海向北辐射的重要节点，也是江苏中部沿海唯一的深水良港，国家一类口岸，开通日本、韩国、俄罗斯、欧美、香港、台湾、上海、秦皇岛等航线； 辐射面积近2万平方公里，辐射人口1000多万。 现已开通至韩国仁川港等国际集装箱直航航线，至上海港、宁波港外贸内支线，开通上海港—大丰港—大连港的内贸滚装航线，与中国台湾基隆港实现直航。万吨级以上泊位19个， 入列盐城港“一港四区”组团。  2020年，大丰港货物吞吐量5309.73万吨，增长0.1%；集装箱26.20万吨标箱，增长2.3%；外贸量1714.83万吨，增长6.2%。内河码头吞吐量283.7万吨，增长24.8%。 具备承载新能源、重石化等重特大项目的能力，正成为江苏新一轮沿海开发的主战场，大丰港集疏运体系逐步完善。 
s351省道、g228国道、s226省道、g204国道、S314线刘裕公路、S204线陈李公路、S314线疏港公路、新长铁路，盐通高速铁路、穿过大丰区。 沿海高速公路紧靠大丰城区，距上海仅有200公里车程，融入2小时上海经济圈；是江苏省人民政府确定的承接南方产业对接、互动发展的重点地区。
一类口岸盐城南洋机场紧邻大丰，已开通韩国及北京、广州等航线。产业基础良好，形成了机械、纺织、化工、食品、轻工等传统产业和新能源、重石化、汽车零配件等新兴产业。

## 城市荣誉
国家社会发展综合实验区，“国家首批生态建设示范市”、“国家首批可持续发展先进示范区”、“苏北第一家“国家卫生城市”，“中国21世纪议程示范市”、“中国全面小康十大示范县市”、“全国城市环境综合整治优秀城市”、“中国优秀旅游城市”、“中国最佳休闲小城（2011）”和“中国生态保护最佳湿地”，“江苏省文明城市”、“江苏省卫生城市”、“江苏省园林城市”、“江苏省社会治安安全市”和“全国城市环境综合整治优秀城市”，江国家科技进步先进县(市)，全国县域经济基本竞争力百强县(市)，江苏省文明城市、社会治安安全县(市)，省级生态市，社会治安综合治理先进单位等30多个国家级和省级先进县(市)称号。

## 重要景点
- 江苏大丰麋鹿国家级自然保护区5A
- 大丰梦幻迷宫4A
- 大丰港海洋世界4A
- 荷兰花海4A
- 中华水浒园4A
- 上海知青纪念馆4A
- 恒北梨园
- 海贼王动漫主题公园
- 莎士比亚小镇
- 耐庵纪念馆4A
- 义阡禅寺
- 梅花湾景区4A
- 东方1号产业创业园3A
- 东方湿地公园3A
- 大丰丹顶鹤珍禽园3A

## 地方特产
麋鹿血酒、东沙紫菜、恒北早酥梨、灶猪、宝龙龙虾、裕华大蒜、醉泥螺、醉蟹、醉虾、五香茶干、鱼汤面、麻虾酱、香肚、海露矿泉水、三腊菜。